# Poço dos Jesuítas

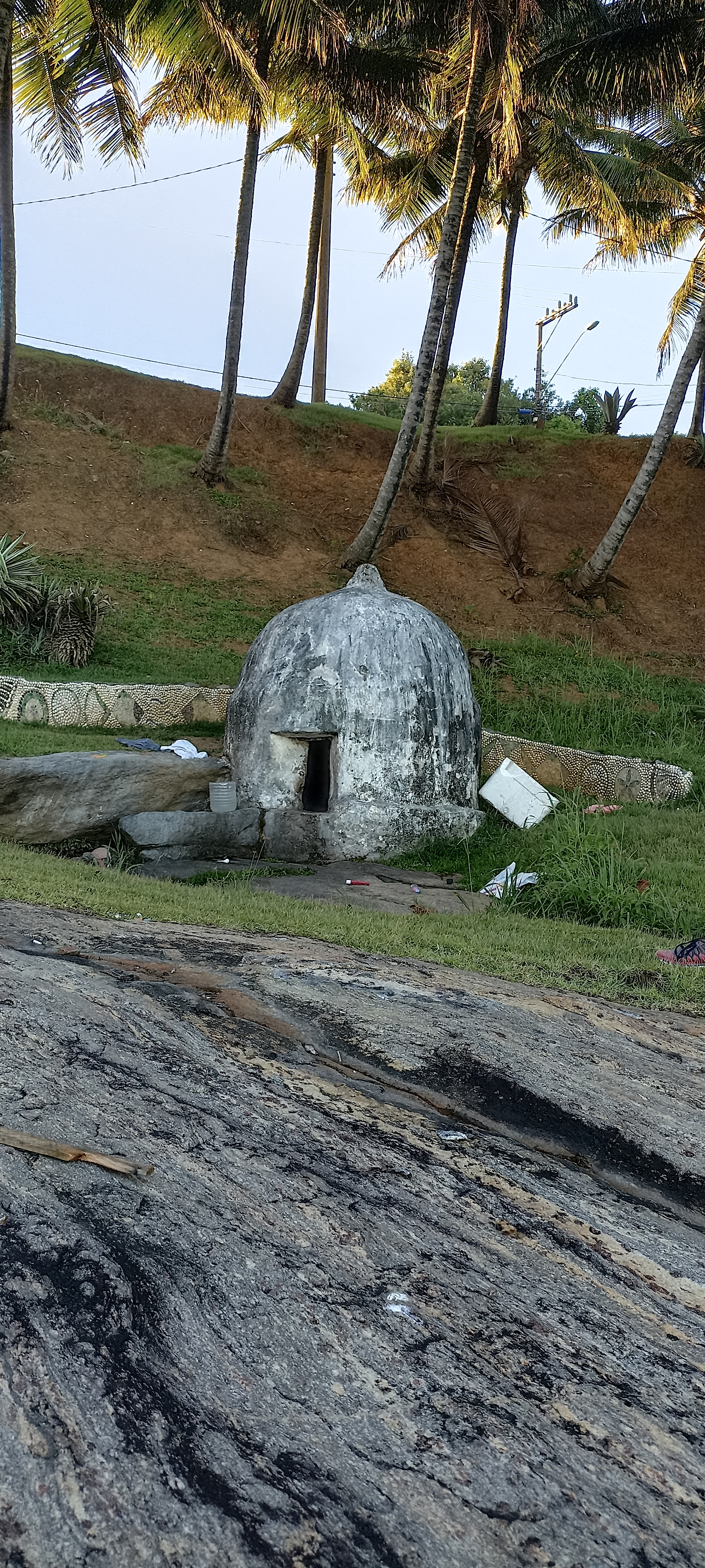
Poço dos Jesuítas, construído no período colonial, em Guarapari-ES

O Poço dos Jesuítas é um patrimônio histórico em processo de tombamento no município de Guarapari, no Espírito Santo. Durante o período colonial, os padres da Companhia de Jesus retiravam água ali para abastecer a aldeia que estava a poucos metros de distância, na Igreja de Nossa Senhora da Conceição de Guarapari.

## História
Construído ainda no século XVI, provavelmente em 1585, para ser um meio de captação de água por parte dos padres jesuítas e indígenas da aldeia de Nossa Senhora da Conceição, atual município de Guarapari, o Poço dos Jesuítas está localizado na Praia da Fonte, na encosta do Morro do Atalaia, no centro da cidade.

O Poço dos Jesuítas é uma
nascente água, com aproximadamente 0,40 cm de profundidade, tem o formato de cúpula. Feito com pedras sobre postas e uma argamassa feita com areia, conchas trituradas, barro e óleo de baleia ou vegetal. É o único que resta dos vários construídos pelos jesuítas do Séc. XVI. Era usado pela população quando faltava água na cidade.
A aldeia da Conceição, ao lado do poço, teria sido fundada pelo padre jesuíta e santo católico José de Anchieta, que provavelmente também colaborou com a construção dos poços da região. Anchieta passava por Guarapari como parte do trajeto que fazia entre a aldeia de Reritiba (hoje município de Anchieta) e o Colégio de Santiago (hoje Palácio Anchieta), em Vitória, hoje uma peregrinação conhecida como Passos de Anchieta.
Os habitantes continuaram a buscar água no poço nos séculos seguintes, tendo inclusive sido mencionado em relatório do governo da Província do Espírito Santo de 1859 que pretendia-se construir um chafariz em Guarapari, para facilitar a captação de água, já que a população continuava a buscar água nos poços.

## Tombamento e reformas
Atualmente, o Poço dos Jesuítas está em processo de tombamento pela Secretaria de Cultura do Estado do Espírito Santo. O local é cobiçado por construtoras imobiliárias. Em 2020 uma mobilização feita por moradores e grupos sociais da região atuou para barrar a construção de casas na região, o que poderia interferir na paisagem e no acesso ao poço.
O cuidado com o local é feito basicamente por vizinhos do patrimônio, devido à falta de atuação do poder público. De tempos em tempos, a população se une para reformar o poço, como em 2013, quando associações de moradores fizeram o serviço de jardinagem, ornamentação e paisagismo do entorno.
Em 2021, associações denunciaram a falta de conservação dos patrimônios de Guarapari. Apesar de constantes promessas de verba para reforma dos patrimônios nos últimos anos, ainda não houve ação da prefeitura ou do governo para restaurar o poço ou outros patrimônios do município.